# Listen Up! The Official 2010 FIFA World Cup Album
Listen Up! The Official 2010 FIFA World Cup Album is een verzamelalbum dat in 2010 verscheen als officieel album bij het Wereldkampioenschap voetbal 2010 in Zuid-Afrika dat georganiseerd werd door de FIFA.
Het album bevat samenwerkingen tussen internationaal bekende artiesten met minder bekende Afrikaanse artiesten en Aziatische artiesten. Ook de officiële tune van het Wereldkampioenschap voetbal, Waka waka (This time for Africa), staat op het album. De nummers worden ook ten gehore gebracht op het afsluitende concert op 11 juli 2010 voor de finale van het wk.

## Nummers
| Nr. | Titel                                                                    | Artiest(en)                                                           | Duur |
| --- | ------------------------------------------------------------------------ | --------------------------------------------------------------------- | ---- |
| 1.  | Sign of a Victory (The Official 2010 FIFA World Cup Anthem)              | R. Kelly featuring Soweto Spiritual Singers                           | 4:13 |
| 2.  | Waka waka (This time for Africa) (The Official 2010 FIFA World Cup Song) | Shakira featuring Freshlyground                                       | 3:22 |
| 3.  | Viva Africa                                                              | Nneka                                                                 | 3:31 |
| 4.  | One Day                                                                  | Matisyahu featuring Nameless                                          | 3:28 |
| 5.  | Shosholoza 2010                                                          | Ternielle Nelson, Jason Hartman, UJU, Louise Carver, Aya & Deep Level | 3:42 |
| 6.  | Ke Nako                                                                  | J pre, Wyclef Jean, Jazmine Sullivan, B. Howard                       | 4:04 |
| 7.  | Move On Up                                                               | Angélique Kidjo and John Legend                                       | 3:07 |
| 8.  | Spirit of Freedom                                                        | Uju and Judy Bailey                                                   | 3:53 |
| 9.  | Game On (The Official 2010 FIFA World Cup Mascot Song)                   | Pitbull, TKZee and Dario G                                            | 3:19 |
| 10. | Maware Maware                                                            | Misia featuring M2J + Francis Jocky                                   | 3:40 |
| 11. | As Mascaras (South Africa '10 to Brasil '14)                             | Claudia Leitte and Lira                                               | 3:11 |
| 12. | Hope (w/Nelson Mandela)                                                  | Siphiwo Featuring Message of Hope from Nelson Mandela                 | 3:50 |
| 13. | Roka Roka                                                                | Shine                                                                 | 3:51 |
| 14. | No. 1 (The official 2010 FIFA World Cup Asian Song)                      | 2AM                                                                   | 3:18 |